# Literatura tajska

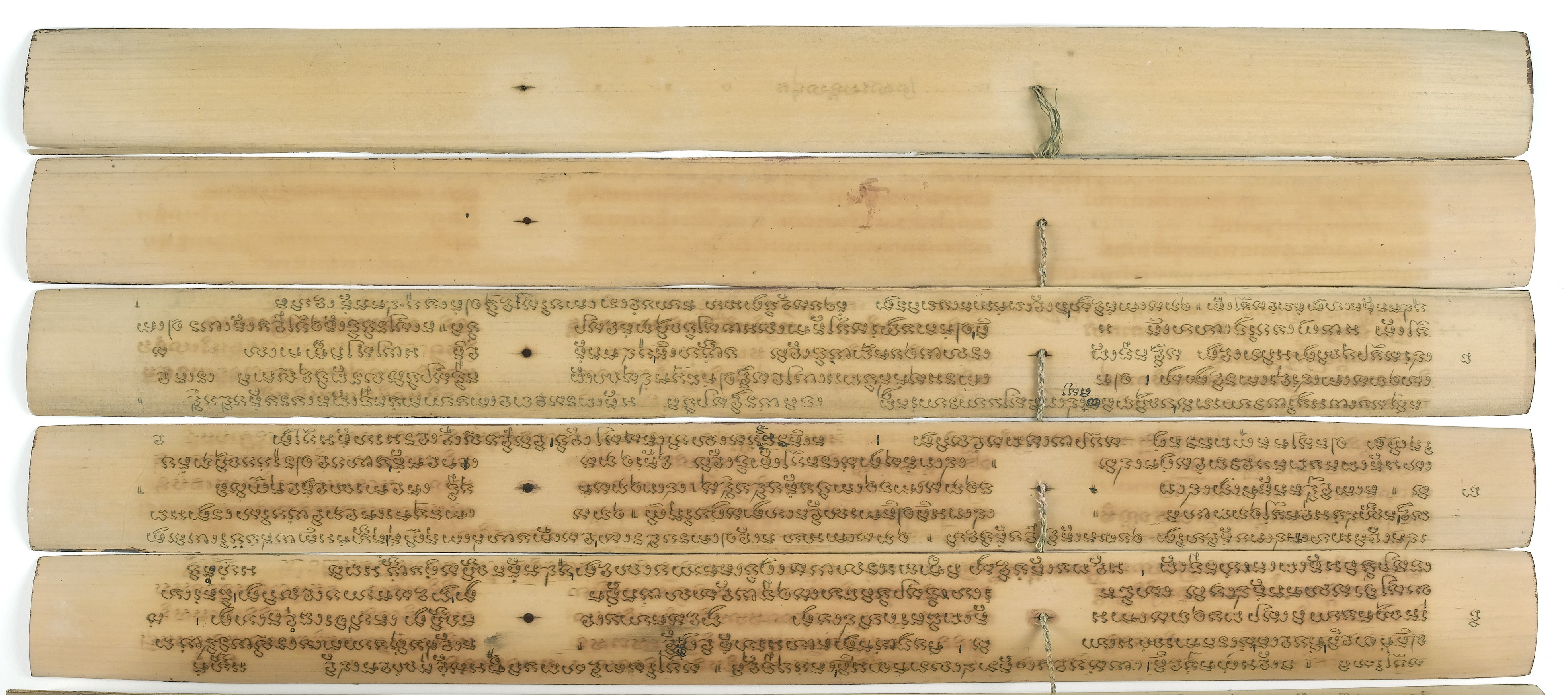
Tajski manuskrypt w tradycyjnej formie – pisany na liściach palmowych

Literatura tajska – literatura tworzona przede wszystkim na terytorium Tajlandii w języku tajskim. Bywa nazywana także literaturą syjamską, od dawnej oficjalnej nazwy państwa Syjam stosowanej do połowy XX wieku. 
Najdawniejszymi świadectwami twórczości w języku tajskim są zachowane inskrypcje ryte w kamieniu, przede wszystkim na nagrobkach. Najbardziej znanym jest napis na pomniku władcy Ramy Kamhenga pochodzący z 1292. Pierwszym zachowanym do dzisiaj dziełem jest rozprawa religijna o podstawach buddyzmu z 1345. Podobne dzieła o charakterze wyznaniowo-edukacyjnym powstawały w wiekach od XIV do XVII. Równolegle rozwijała się poezja dworska, bazująca początkowo na wątkach z literatury indyjskiej i kultury buddyjskiej. Powstało wtedy dzieło Maha chat (Wielkie narodziny), przerobione później na Maha chat kham luang (Królewska wersja wielkich narodzin). Została także sporządzona tajska wersja utworu Vessantara jataka, opowiadająca o przyszłym życiu Buddy na ziemi.
Do najważniejszych utworów zalicza się Lilit phra Lo (Historia księcia Lo) uważana za jedno z arcydzieł. Innym dziełem epickim jest Lilit Yuan phai (Zwycięstwo nad Juan), epos wojenny o pokonaniu sił północnego królestwa Lan Na. Pomnikiem wielkiej epiki jest Ramakien, czyli tajska wersja sanskryckiej Ramajany. Utwór ten powstał za panowania Ramy I (1782–1809). Mimo że jest adaptacją obcego dzieła, stał się narodowym eposem Tajów. Obok epiki rozkwitała liryka, zwłaszcza twórczość elegijna. Aktywni byli poeci Pra Maharaczakru, Si Prat i król Pra Narai.
Ważną rolę odgrywał tradycyjny teatr, który wykształcił specyficzne formy jak teatr masek i teatr cieni. Na początku XX wieku Tajlandia otworzyła się na świat. Na język tajski zaczęto tłumaczyć klasykę zachodnią. Przyswojono popularne dzieła między innymi Henry’ego Ridera Haggarda i Arthura Conan Doyle’a. W latach czterdziestych pojawił się wpływ realizmu socjalistycznego. Po II wojnie światowej tworzyli Sot Kunmarohit, Kykrit Pramot, Manet Thiaurajong, Lao Kamhot, Aczin Panczapan, Kulub Sajpredit i pisarka Tamajanti. W 1977 zaczął się ukazywać wpływowy magazyn literacki Lok nangsu (Świat książek).